# Dimensions
Dimensions je páté studiové album německé power metalové skupiny Freedom Call, které bylo vydáno 20. dubna 2007. Stylově album kombinuje rychlé tempo a melodičnost alba Eternity se současným zvukem jako na albu The Circle of Life. Album smixoval Tommy Newton z Victory. Jedná se o koncepční postapokalyptické album, které se odehrává v roce 3051, kdy démon vytvořený člověkem zcela zpustošil svět.

## Seznam skladeb
| Pořadí         | Název                         | Délka |
| -------------- | ----------------------------- | ----- |
| 1.             | Demon's Dance                 | 2:03  |
| 2.             | Innocent World                | 4:27  |
| 3.             | United Alliance               | 4:10  |
| 4.             | Mr. Evil                      | 3:43  |
| 5.             | Queen of My World             | 4:27  |
| 6.             | Light Up the Sky              | 5:25  |
| 7.             | Words of Endeavour            | 3:52  |
| 8.             | Blackened Sun                 | 4:40  |
| 9.             | Dimensions                    | 3:58  |
| 10.            | My Dying Paradise             | 4:47  |
| 11.            | Magic Moments                 | 4:34  |
| 12.            | Far Away                      | 3:19  |
| 13.            | Warriors of Light             | 4:11  |
| 14.            | Dancing with Tears in my Eyes | 3:54  |
| 15.            | Heart of the Brave            | 5:17  |
| 16.            | Hiroshima                     | 4:10  |
| 17.            | Dr. Stein (Helloween Cover)   | 4:48  |
| Celková délka: | Celková délka:                | 49:25 |

## Obsazení
- Chris Bay – zpěv, kytara
- Lars Rettkowitz – kytara
- Armin Donderer – basová kytara
- Dan Zimmermann – bicí